# Нюстрём, Альфред
Густав Альфред Нюстрём (швед. Gustaf Alfred Nyström; 11 марта 1844 — 15 февраля 1897, Юрсхольм, Стокгольм) — шведский скульптор.

## Биография
Родился в 1844 году в шведском регионе Эстергётланд в семье кузнеца, работавшего на курорте Медеви, известном в Швеции в те времена своей минеральной водой. Когда Альфреду было шесть лет, его семья переехала, так как отец устроился кузнецом при поместье одного из шведских аристократов.
В подростковом возрасте Альфред работал в кузнице помощником отца, пока хозяин поместья не заметил его интерес к рисованию. Лендлорд помог юноше в 1866 году переехать в Стокгольм, где тот поступил в Шведскую академию художеств в мастерскую скульптора Петера Молина. В эти годы он познакомился с  Августом Стриндбергом, который позже в автобиографическом романе «Сын служанки» вывел его под именем Альберт.
В 1870 году Нюстрём на деньги частного мецената изваял статую музыканта. Эта статуя пользовалась успехом, была отлита в бронзе и до сих пор украшает Стокгольм. Несколько позже с неё была сделана копия, также расположенная в Стокгольме.
Закончив обучение в Стокгольмской академии, Нюстрём отправился в Германию. В 1872–1875 учился в Мюнхене, в 1875–1884 работал в Риме, после чего некоторое время пробыл в Дании и вернулся в Швецию в 1885 году.
Нюстрём был известным и успешным скульптором, имевшим ряд богатых покровителей. Многие созданные им статуи до сих пор украшают парки, скверы, площади и музеи Швеции.
Скончался скульптор в Стокгольме в 1897 году.

## Галерея

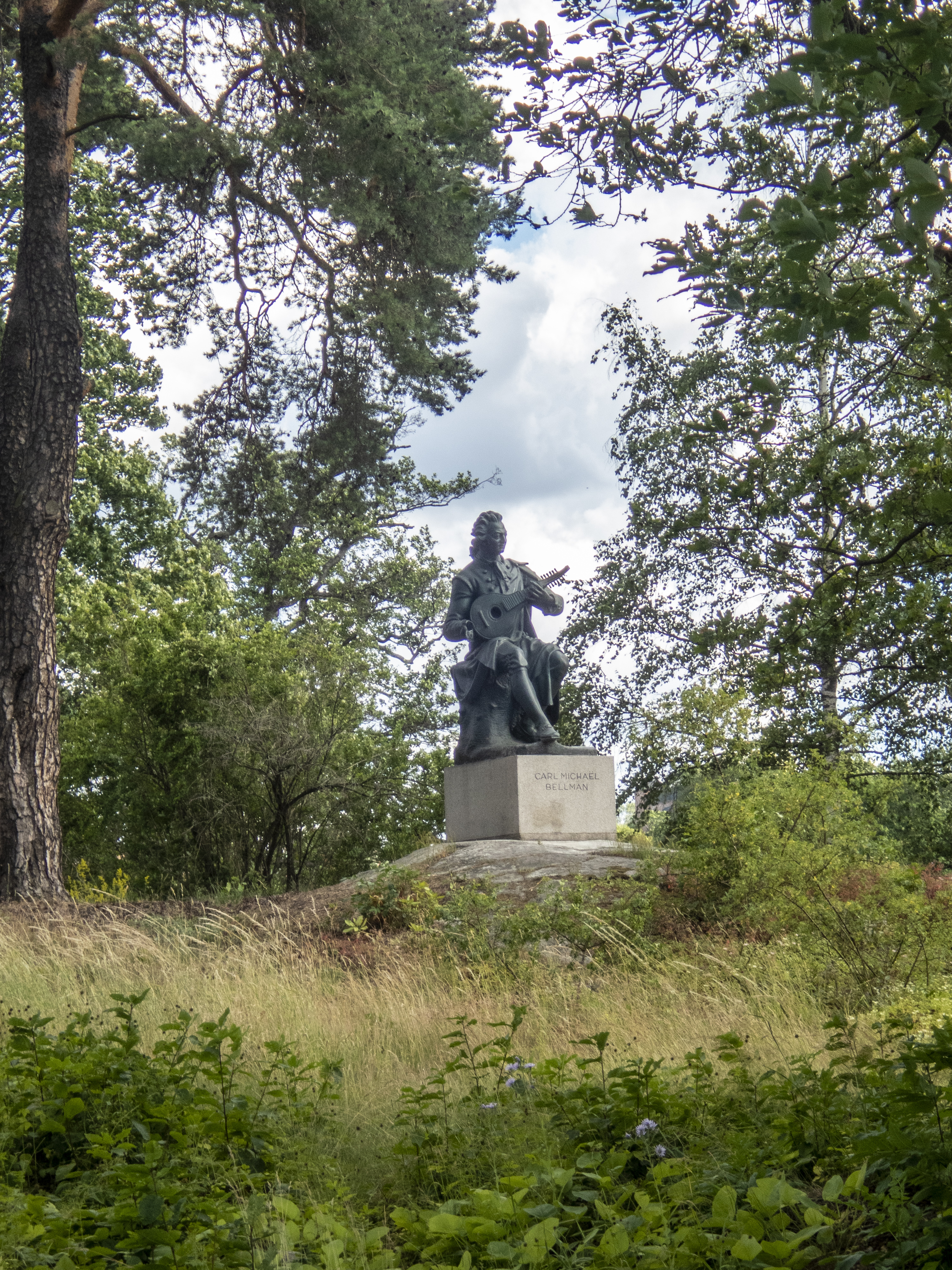
Скульптура музыканта
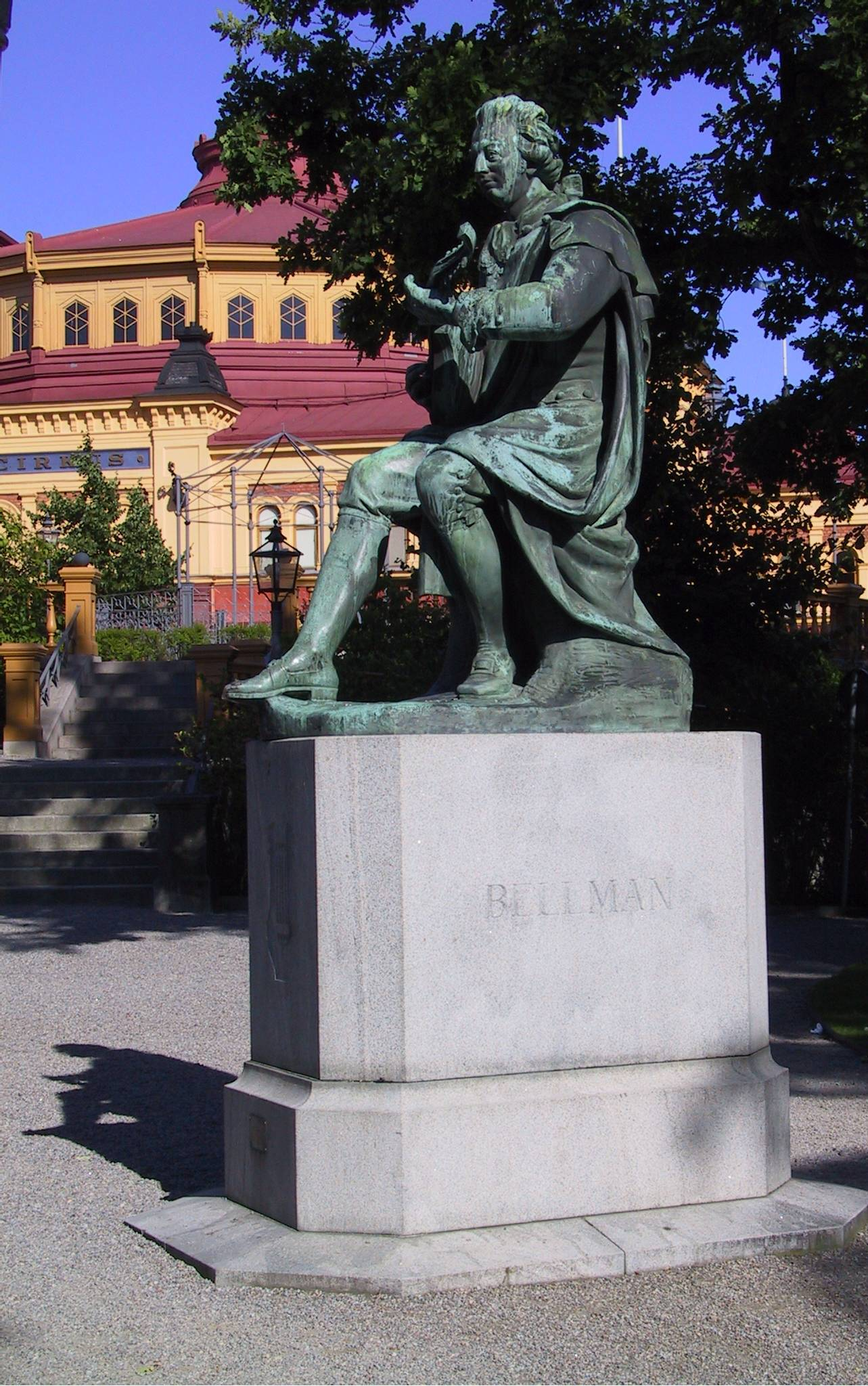
Скульптура музыканта (второй экземпляр; крупный план)
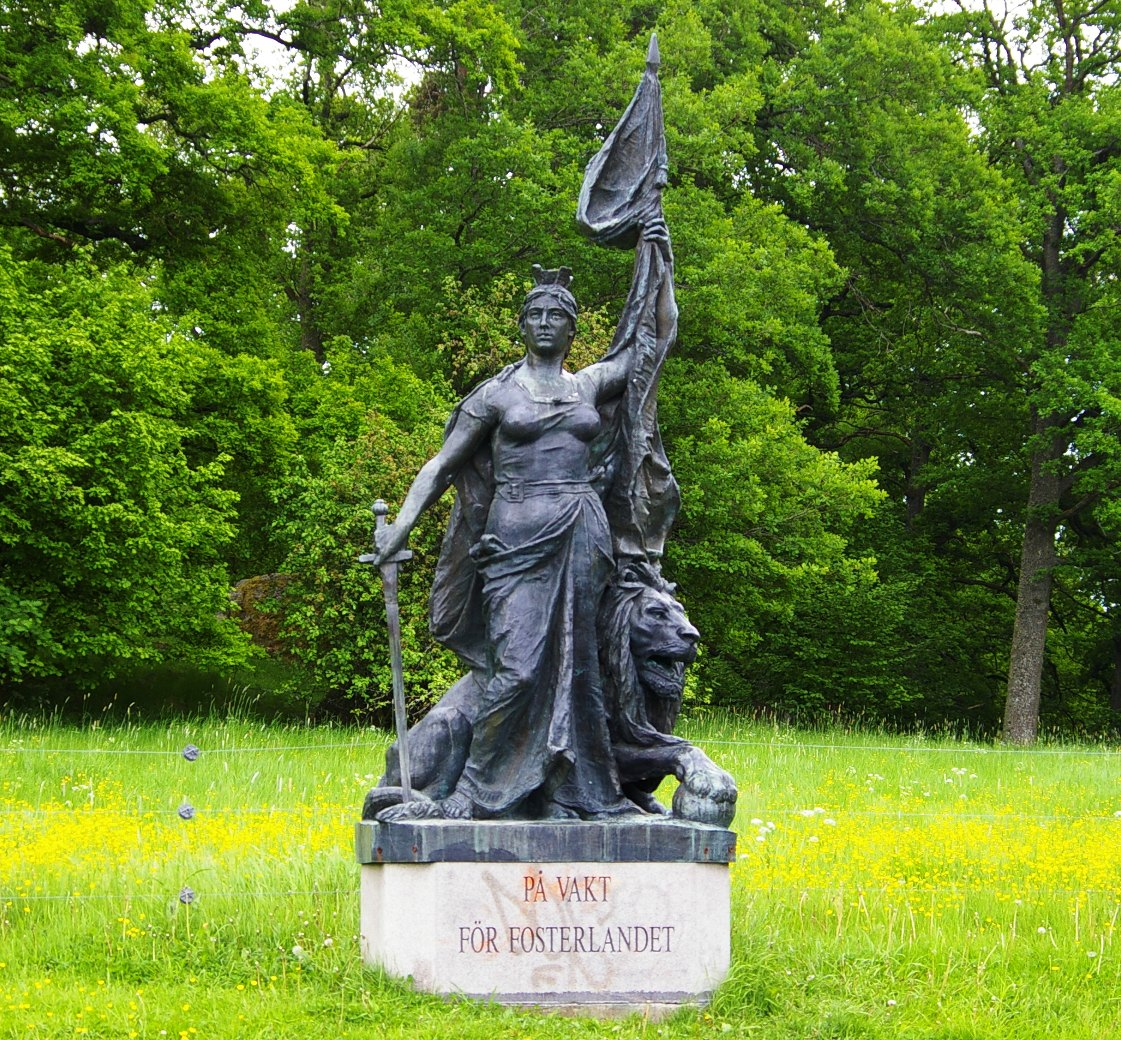
Скульптура Мать-Швеция
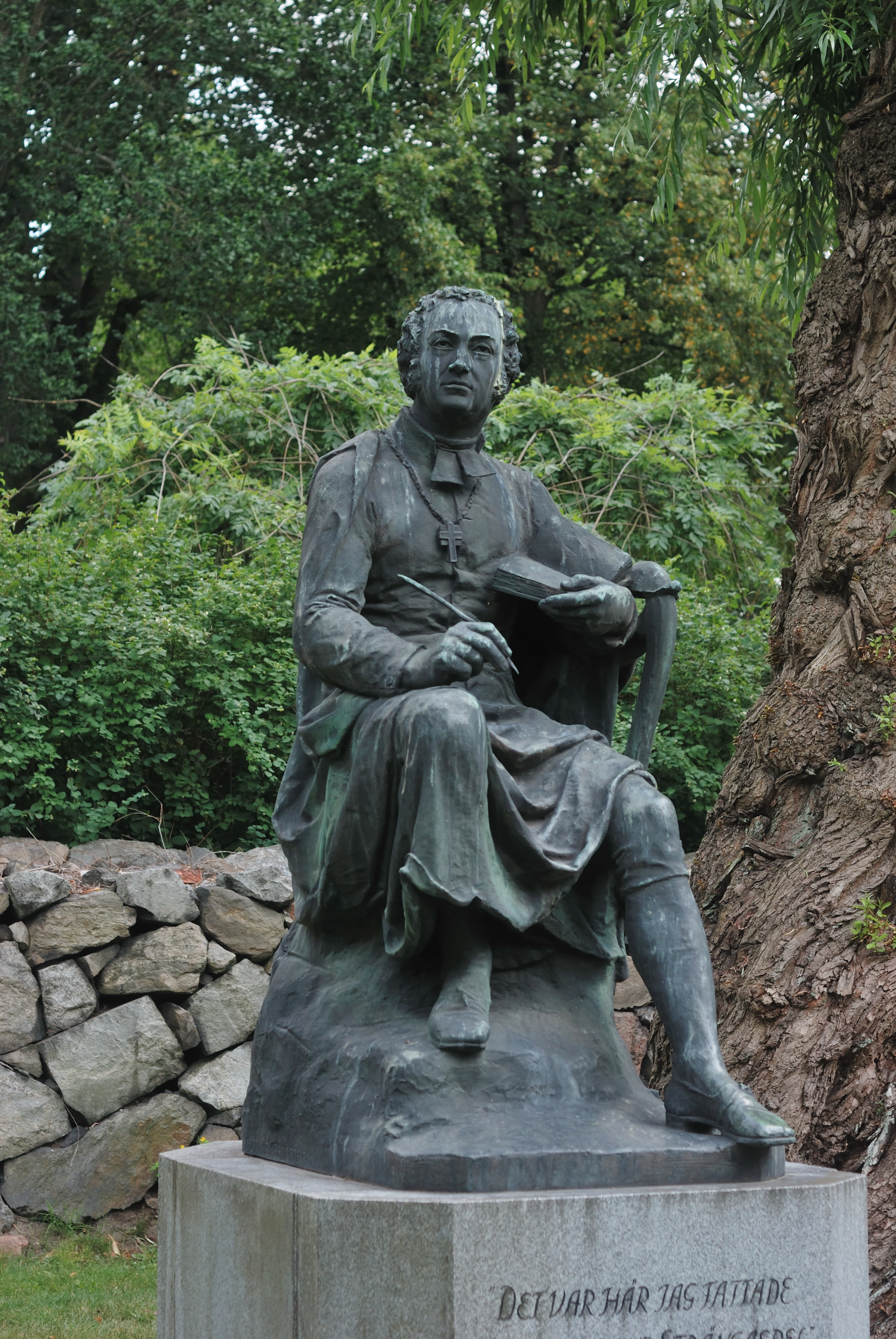
Памятник поэту Юхану Валлину